# Hans Schaumann
Hans Schaumann (* 25. April 1913 in München; † 11. Juni 1999 in Schwaberwegen) war ein deutscher Gewerkschafter.
Nach der Volksschule erlernte Schaumann den Beruf des Holzkaufmanns, parallel zum Besuch der Städtischen Kaufmannsschule in München. Den Beruf des Holzkaufmanns übte er von 1930 bis 1932 in einer Holzgroßhandlung aus. Von 1932 bis 1946 war er, mit einer sechsjährigen, kriegsbedingten Unterbrechung als Buchhalter und Korrespondent beim Versicherungsunternehmen Thuringia in München tätig. Im Oktober 1946 begann er, hauptamtlich für die Gewerkschaft tätig zu sein, zunächst als Sekretär der Gewerkschaft der Privatangestellten, die 1947 zum Angestelltenverband Bayern wurde, danach als Vorstandsmitglied des Bayerischen Gewerkschaftsbundes und Landessekretär des Angestelltenverbandes. Nachdem er Angestelltenverband mit dem DAG fusionierte, war er von 1951 bis zur Pensionierung 1975 erster Vorsitzender und Leiter des Landesverbandes Bayern des DAG. Ferner war er als Landesarbeitsrichter, als Mitglied der Vertreterversammlung der BfA und als Mitglied des Hauptvorstands der DAG in Hamburg tätig. Von 1954 bis 1976 gehörte er dem Bayerischen Senat an. 
Der Bayerische Verdienstorden wurde ihm am 17. Mai 1963 verliehen.